# KV64
KV64 (Kings’ Valley no. 64) ist ein altägyptisches Grab mit der Nummer 64 im Tal der Könige. Es wurde im Januar 2011 im Rahmen des 2009 begonnenen „University of Basel Kings’ Valley Project“ von Ägyptologen der Universität Basel unter der Leitung von Susanne Bickel entdeckt. Die Entdeckung gilt als „Zufallsfund“, da nicht gezielt nach Gräbern gesucht wurde. Die Öffnung des Grabes und der Beginn der Ausgrabungen erfolgten jedoch erst im Januar 2012, knapp ein Jahr nach der eigentlichen Entdeckung.
KV64 ist nach dem 2005 durch Otto Schaden gefundenen KV63 erst die zweite im Tal entdeckte und ausgegrabene Grabstätte seit der Entdeckung des Grabes des Tutanchamun (KV62) 1922 durch Howard Carter.

## Lage und Entdeckung
KV64 befindet sich am Aufweg zu Grab KV34, dem Grab Thutmosis III., das 1898 von Victor Loret entdeckt wurde. Es liegt direkt angrenzend an dem ebenfalls von Loret entdeckten KV40, weshalb es ursprünglich die Bezeichnung KV40b trug, bevor es als eigenständiges Grab identifiziert werden konnte. Das Grab wurde bereits am 25. Januar 2011 entdeckt, dem ersten Tag der ägyptischen Revolution. Aufgrund der politischen Situation wurde es jedoch sofort wieder verschlossen und die Arbeiten wurden mit Genehmigung des Ministeriums für Antiquitäten am 8. Januar 2012 wieder aufgenommen.

## Ausgrabung und Funde
KV64 wurde verschlossen vorgefunden. Die ersten Untersuchungen ergaben, dass das Felsengrab in die 18. Dynastie (Neues Reich) einzuordnen ist. Es weist keine Spuren von Wasserschäden durch Überschwemmungen auf, wie dies im Tal der Könige häufig auftreten kann. Die Grabstätte besteht aus einem Schacht und einer einzigen Kammer. Die bis knapp 80 cm unter die Decke mit Geröll gefüllte Kammer hat eine Größe von 4 m in Nord-Süd- und 2,4 m in Ost-West-Ausrichtung.
Im oberen Bereich des Grabes fand sich auf einer dicken Schicht Schutt liegend ein schwarzer, gut erhaltener Sarg mit der sorgfältig gewickelten Mumie einer ca. 1,55 m großen Frau, die mit etwa 20 Jahren verstarb. Die Inschriften auf dem Holzsarg nennen den Namen Nehemes Bastet, so dass angenommen wird, dass es sich um ihren Sarg handelt. Dem Text der am Fußende des Sarges gefundenen kleinen Holzstele (27,5 cm × 22,5 cm × 2 cm) zufolge war Nehemes Bastet Tochter eines Priesters in Karnak (der damaligen herrschenden Klasse in der Gegend) und trug den Titel „Sängerin des Amun“. Auf der bemalten Holztafel ist eine junge Frau und damit evtl. Nehemes Bastet selbst abgebildet.
Das Grabungsteam datiert den Fund des Sarges und der kleinen Holzstele in die 22. Dynastie (Dritte Zwischenzeit). Elina Grothe-Paulin merkte an, „dass in KV64 im Abstand von ca. 500 Jahren zwei Begräbnisse stattfanden.“ Das erste und ursprüngliche Begräbnis wird hingegen aufgrund von im Schutt gefundenen Fragmenten von Holz und Keramik in die 18. Dynastie datiert.
Unter dem Schutt wurde eine verstümmelte, weitere Leiche aufgefunden, die ursprünglich mumifiziert wurde. Möglicherweise handelte es sich um eine Prinzessin und damit um ein Mitglied der Königsfamilie, das etwa im Alter von 40 Jahren verstorben war. Weitere Teile der ersten Grabausstattung, die zu großen Teilen wahrscheinlich bereits in der Antike und vor der Zweitnutzung geraubt wurde, wurden im Schutt des Grabes aufgefunden, darunter zwei Kanopenkrüge und ein Glaskolben. Für die Leichenschändung waren wohl Grabräuber verantwortlich; während die Leichen von ehemaligen Pharaonen erneut bandagiert wurden, erfolgte das hier nicht. Anschließend muss das Grab eine Weile offen gestanden haben, worauf Wespennester an der Wand hindeuten, bevor die zweite Bestattung samt erneuter Versiegelung stattfand.
Bestattungen von Privatleuten im Tal der Könige gab es vor allem in der 18. Dynastie, in der verdiente Beamte die Ehre hatten hier begraben zu werden (Userhat: KV45, Maiherperi: KV36, Wesir Amenemopet: KV48) und in der Dritten Zwischenzeit (KV44) als das Tal der Könige nicht mehr der Bestattungsort von Königen war. Zu der letzteren Phase gehört die gut erhaltene Bestattung in KV64.

## Zuordnungen der Grabnummer
Die Nummer „KV64“ wurde in der Vergangenheit bereits zweimal zugeordnet. Die im Rahmen der Arbeiten des Amarna Royal Tombs Project (ARTP) im Jahr 2000 entdeckte Radaranomalie erhielt von Nicholas Reeves „versuchsweise“ die Bezeichnung KV64. 2008 erklärte Zahi Hawass, der damalige Direktor des Supreme Council of Antiquities (SCA) in einem Interview, den Eingang sowohl von KV64 als auch KV65 entdeckt zu haben. Zu den von ihm für den Oktober desselben Jahres angekündigten Ausgrabungen und Untersuchungen beider Entdeckungen wurde öffentlich nichts bekannt.